# Бетенкёс
Бетенкёс (якут. Бөтөҥкөс) — село в Верхоянском улусе Якутии. Расположен на левом берегу реки Адыча, на севере Республики.
Бетенкёс сильно пострадал от наводнения 2008 года. Были разрушены многие улицы и дороги. Пострадали коммуникации, жилые дома. Сейчас село медленно восстанавливается.

## Население
| 2002 | 2010 | 2021 |
| ---- | ---- | ---- |
| 805  | ↗826 | ↘619 |

## Климат
Резко континентальный климат Бетенёкса весьма зависим от циклонов и климатических фронтов, приходящих с севера за счет отсутствия естественных природных барьеров от ветров Северного Ледовитого океана. Выше по течению реки Яна в Верхоянске находится Полюс холода северного полушария.

## Экономика и социальная сфера
Основу экономики наслега составляет сельское хозяйство, представленное мясомолочным скотоводством, мясным табунным коневодством и пушным промыслом. Транспортное сообщение автомобильное.
Предприятия Адыччинского наслега:
- дизельная электростанция участка ОАО «Сахаэнерго»,
- филиалы ВФ ОАО «Сахателеком»,
- «Почта России»,
- коммунальный участок ГУП ЖКХ РС/Я,
- ВФ «Коммунтеплосбыт» ГУП ЖКХ РС (Я),
- молочно-заготовительный пункт СХПК «Верхоянье»,
- филиал сберкассы Центробанка России № 8603/081,
- ветучасток УСХ МСХ, МУП «Кировский»,
- СХПК «Сир»,
- 7 крестьянских хозяйств,
- 19 индивидуальных предпринимателей.

Бюджетные учреждения Адыччинского наслега:
- МОУ Адычинская средняя школа,
- пришкольный интернат,
- МДОУ Детский сад «Кэскил»,
- Дом культуры,
- сельская библиотека,
- участковая больница,
- МОУ Алысардахская школа-сад,
- фельдшерский пункт,
- сельский клуб.

## Транспорт
Село имеет круглогодичную автодорогу с центром района. Расстояние от Батагая 46 км.

## Палеонтология
Выше по течению от села Бетенкёс на местонахождении Хаастаах в бассейне реки Адычи нашли тушу древнего бизона, жившего от 9 до 8 тыс. л. н., и череп ископаемой росомахи. 
Черепа зоргелий с р. Адыча происходят из местонахождений позднего кайнозоя Улахан Суллар и Осхордох ниже по течению от села Бетенкес в 8 км, на которых вскрываются отложения от верхнего плиоцена до верхнего неоплейстоцена, здесь обнаружены костные остатки крупных млекопитающих олерского териокомплекса, происходящие из нижнего, эоплейстоцен–ранне–неоплейстоценового слоя. Зоргелия - сородич современного сайгака один из редких млекопитающих существовавших в эпоху плейстоцена на территории бассейна реки Адыча. По реке Адыча 7-8 км. ниже с. Бетенкес Адычинского наслега, нижней части обнажения косы "Улахан Суулар" в 1971 году найден череп, затылочная часть зоргелии, метакарпальная кость и позже 2 фрагмента черепа с частью рогов. Найденные кости зоргелии хранятся в палеонтологическом музее в с. Бетенкес.
В селе действует Адычинский палеонтологический музей.  Музей по уникальности и разнообразию археологических находок занимает одно из первых мест в Якутии. 